# Archaeopithecidae
Archaeopithecidae es una familia extinta del suborden Typotheria, del orden de ungulados sudamericanos Notoungulata perteneciente a los Meridiungulata, que vivían a principios del Eoceno en Suramérica. Fueron particularmente abundantes durante la edad mamífero Casamayorense.
Hasta recientemente se consideraba que la familia era monotípica, con un único género y especie Archaeopithecus rogeri.

## Generalidades
Los archaeopithecidae fueron notoungulados de pequeño tamaño, con dentaduras completas de dientes braquiodontes, aunque con una tendencia al aumento del tamaño de la corona de los molares. Ocuparon el hábitat de animales actuales como las liebres, las marmotas o  las vizcachas.[cita requerida] Su nombre hace referencia a que se pensó que se trataba de ancestros de los simios, animales con los cuales no están relacionados. Este mismo casó produjo que algunos interatheriidae, notoungulados relacionados con los archaeopithecidae, también recibiesen erróneamente el sufijo de Pithecus relacionado con los monos.